# Rocky Carroll
Roscoe Carroll (Cincinnati, Ohio, 8 de julio de 1963), más conocido como Rocky Carroll, es un actor estadounidense. Es conocido por sus papeles en Roc de FOX, como Joey Emerson, y del director Leon Vance, en la serie de televisión NCIS —y en sus spin-off NCIS: Los Ángeles y NCIS: New Orleans—, transmitida por la cadena CBS.

## Biografía

### Primeros años
Carroll nació en Cincinnati, Ohio, en el año 1963. Como actor, dio sus primeros pasos en el teatro, graduándose en 1981 de la prestigiosa School for Creative and Performing Arts (SPCA), que está radicada en la misma ciudad. Años más tarde, se graduó también en The Conservatory of Theatre Arts, de la Webster University, obteniendo una licenciatura en B.F.A. tras esto, Carroll se mudó a la ciudad de Nueva York, cuna de la comunidad teatral, para probar suerte. Una vez allí, introdujo a varios jóvenes a papeles de Shakespeare, tras participar en "Shakespeare on Broadway". Está casado desde 1996 con Gabrielle Bullock, con la que tiene una hija, Elissa.

### Carrera
Como protagonista en el aclamado New York Shakespeare Festival de Joe Papp, Carroll ayudó a abrirle las puertas de la actuación a los actores de raza negra, interpretando papeles poco frecuentes llevados a cabo por actores negros en los dramas de Shakespeare. En 1987, Carroll participó en trabajos de August Wilson. Él, en sus primeros años como actor, fue parte de la producción de Broadway de Wilson, que fue muy aclamada, The Piano Lesson. Por dicha actuación, Carroll fue nominado a un Tony and Drama Desk.
Es conocido por la interpretación del músico Joey Emerson en la serie original de drama y comedia de FOX, Roc. Además, fue parte del reparto regular de la serie Chicago Hope desde la cuarta temporada, en el rol del Dr. Keith Wilkes. Carroll ha participado como estrella invitada en otras series como The Agency, Boston Legal, Family Law, The West Wing, Law & Order, The Game, ER y Grey's Anatomy. Por otra parte, también ha tenido papeles en películas de Hollywood, como Nacido el cuatro de julio, The Ladies Man, Crimson Tide, The Great White Hype, A Prelude to a Kiss, The Chase, Best Laid Plans y Yes Man.
A partir de la quinta temporada de la serie de la CBS NCIS, Carroll tuvo un rol recurrente como Director asistente, en el papel de Leon Vance. Tras la muerte del personaje de Jenny Shepard —Directora del NCIS— su personaje reemplazó el puesto, integrando entonces Rocky Carroll el elenco principal en lugar de Holly. A su vez, ha participado como Vance en los spin-off de la exitosa serie NCIS: Los Angeles y New Orleans. Además de actuar, también ha dirigido tres episodios de la serie, haciendo su debut en la duodécima temporada, en el capítulo "We Build, We Fight".